# Südstadt (Elberfeld)
Die Elberfelder Südstadt ist ein in den Grenzen nicht genau definiertes Stadtviertel der ehemals selbstständigen Gemeinde Elberfeld, heute zu Wuppertal gehörig.

## Verortung
Die Südstadt umfasst unter anderem die Teile, die sich ab 1975 im statistischen Wohnquartier Südstadt im Stadtbezirk Elberfeld wiederfindet, also die Stadtgebiete südlich des Zentrums Elberfelds. Aber auch die nördlichen Teile der heutigen Wohnquartiere Grifflenberg und Friedrichsberg sowie  der östliche Teil vom Wohnquartier Arrenberg werden als Südstadt wahrgenommen.
 Weiter differenziert sich die Südstadt in die „Untere Südstadt“ und in die „Obere Südstadt“. Die Untere Südstadt beginnt im Norden südlich der Wupper und reicht im Süden bis an die Blankstraße heran. Das Verwaltungshaus von 1922, in dem die Industrie- und Handelskammer Wuppertal-Solingen-Remscheid angesiedelt ist, und die Zentrale der Stadtsparkasse Wuppertal mit dem Sparkassenturm liegt schon auf dem Gebiet der Unteren Südstadt. Die Gebiete der Unteren Südstadt sind ab 1975 im statistischen Stadtquartier Elberfeld-Mitte zu finden. In der Gebietsgliederungen der statistischen Stadtquartiere ist die Südstraße und Blankstraße die Grenze.

## Geschichte
Der Bürgerverein der Elberfelder Südstadt e. V. wurde 1907 gegründet.